# Vista do Mar
Vista do Mar ist ein Ort auf der Insel Mahé im Inselstaat Seychellen.

## Geographie
Vista do Mar ist der nordwestlichste Ort auf Mahé. Er liegt im administrativen Distrikt Glacis an der steilen Nordwestküste der Insel am Hang der Montagne Glacis. Zahlreiche kleine Strände wie Soleil Beach, Glacis Beach und Sunset Beach machen den Ort zu einem beliebten Touristenziel. Im Norden schließt sich Machabee und nach Süden Glacis an.